# Център за граждански свободи
„Центърът за граждански свободи“ (на украински: Центр громадянських свобод) е неправителствена организация със седалище в Киев, Украйна.
Основан е през 2007 година от юристката Олександра Матвийчук, която си поставя за цел подобряването на защитата на правата на човека в Украйна, включително чрез реформи на съдебната система. След началото на Руско-украинската война през 2014 година „Центърът за граждански свободи“ се ангажира активно с документиране на политическите репресии и военните престъпления в окупираните от Русия територии.
През 2022 година „Центърът за граждански свободи“ получава Нобелова награда за мир заедно с беларуския политически затворник Алес Бяляцки и руската организация „Мемориал“ за „борбата за правото да се критикува властта и да се защитават основни права на гражданите и за изключителното усилие за документиране на военни престъпления, нарушения на човешките права и злоупотребата с власт“.